# 金剛門
金剛門是金庸筆下小說作品《倚天屠龍記》中的一個門派，乃是由少林叛徒火工頭陀逃往西域後創立，武功以少林外門武功為主，為元朝效力。陰謀對付六大門派。

## 起源
金剛門的祖師本是少林寺香积厨中灶下烧火的火工頭陀，因被掌管香積廚的武僧打得接连吐血三次，遂憤而偷学武功，苦練二十年後終在一年一度的达摩堂大校中發難，连續重創达摩堂九大弟子，並在與达摩堂首座苦智禅师較量時，將他趁機打死，從此逃出少林寺，後來更到西域開創金剛門。
金剛門的武功技法因出自少林一派而似少林卻非少林，出手剛猛歹毒，與少林派剛猛正大的名門手法殊不相同，甚至暗器上還會下毒。

## 門人列表
- 阿二
  - 金剛門高手，替元朝效力而聽命於趙敏，外表乃是一名秃头老者，因天生神力，由外而內，另闢蹊徑，練成一身極強的內功，武功猶勝不諳內功的祖師火工頭陀，在六大派圍攻光明頂失敗後，率眾圍攻殷梨亭，以大力金剛指損傷其四肢。在剛相偷襲張三豐時，隨趙敏攻上武當，被張無忌以少林正宗九陽神功迫回內勁震斷雙臂臂骨、胸前肋骨、肩頭鎖骨。使用本門秘藥黑玉斷續膏重接傷骨時，也讓趙敏順水推舟，用七蟲七花膏算計張無忌[3]。
- 阿三
  - 金剛門高手，替元朝效力而聽命於汝陽王和趙敏，年輕時曾奉命向俞岱巖拷問屠龍刀的下落，以大力金剛指扭斷其四肢，令他殘廢二十多年。在六大派圍攻光明頂失敗後，在道上伏擊少林派，以指力对指力，破了空性的龙爪擒拿手，將他殺害，後在剛相偷襲張三豐時，隨趙敏攻上武當，雖然身負少林外門金剛伏魔神通，但敗給張無忌新練成的太極拳，四肢同樣被斷[4]。使用本門秘藥黑玉續斷膏重接傷骨時，也讓趙敏順水推舟，用七蟲七花膏算計張無忌。在一版原名「八臂神魔」宇文策，曾殺死長安城中薛氏五雄，並在壽筵中連殺包含華山、峨嵋兩派在內的十三名高手，嫁禍給明教。
- 剛相
  - 金剛門弟子，是阿三的師弟，曾化名空相，假托是少林弟子混進武當，趁機用般若金剛掌偷襲张三丰，但旋即被張三豐反擊一掌震碎天靈而亡。

## 武功
- 大力金剛指
- 金剛般若掌
- 神掌八打
- 大力金剛抓
- 梅花鏢
- 金刚伏魔神通